# Boulevard Paul-Vaillant-Couturier (Montreuil)
Pour les articles homonymes, voir Boulevard Paul-Vaillant-Couturier.
Le boulevard Paul-Vaillant-Couturier est un des axes importants de Montreuil (Seine-Saint-Denis)

## Situation et accès

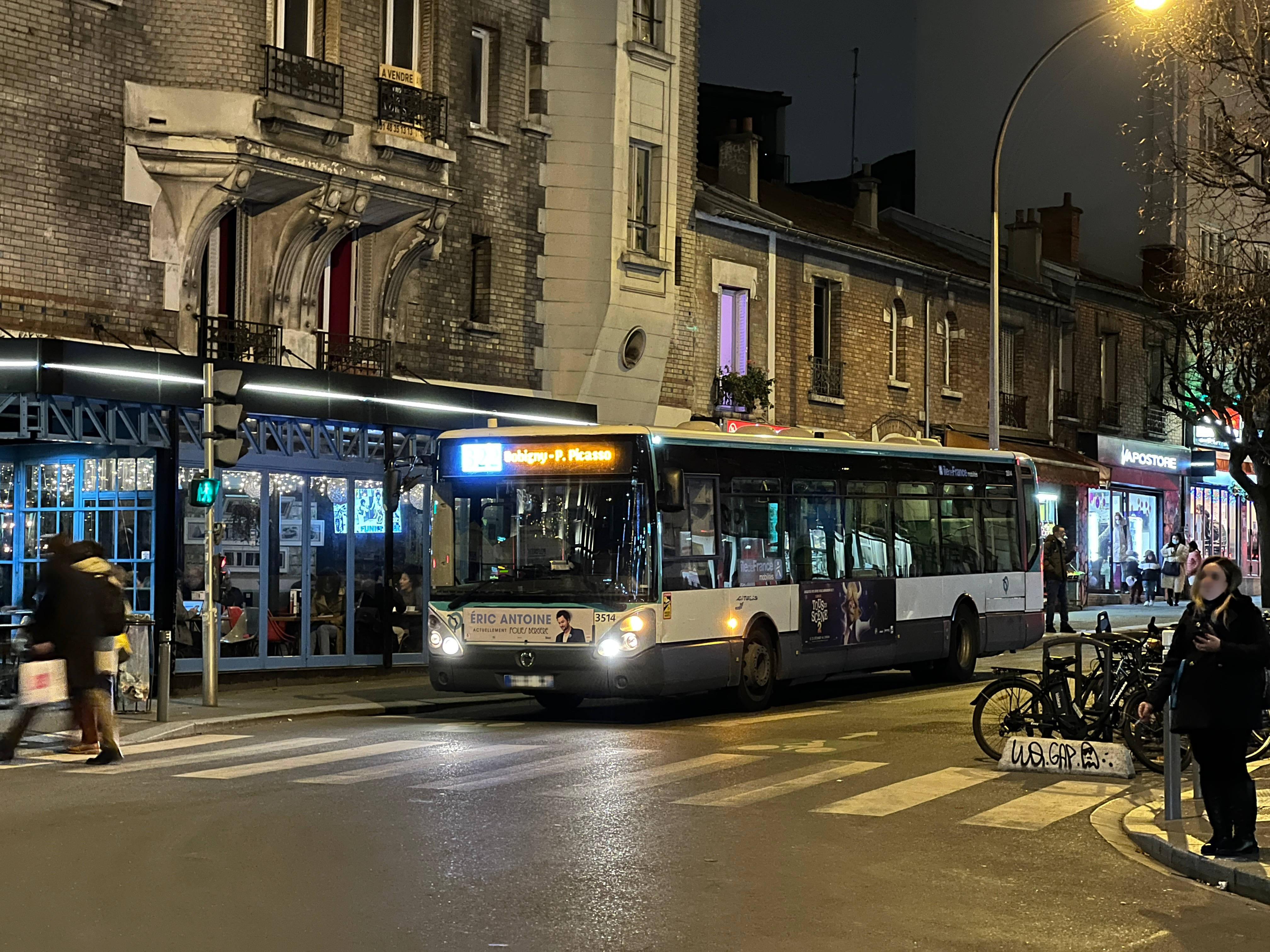
Bus RATP ligne 322, hiver 2021.

C'est l'une des plus grandes voies de communication de la ville. Son tracé recouvre partiellement la route nationale 302.
Le boulevard commence au nord, au carrefour des Sept-Chemins, dans l'axe du boulevard Aristide-Briand
Il traverse ensuite la place François-Mitterrand, un des plus importants carrefours de la ville, autrefois appelé rond-point d'Alsace-Lorraine, et où convergent le boulevard Henri-Barbusse et l'avenue Faidherbe.
Il se termine place Jean-Jaurès, qui est desservie par la station de métro Mairie de Montreuil, sur la ligne 9 du métro de Paris.

## Origine du nom

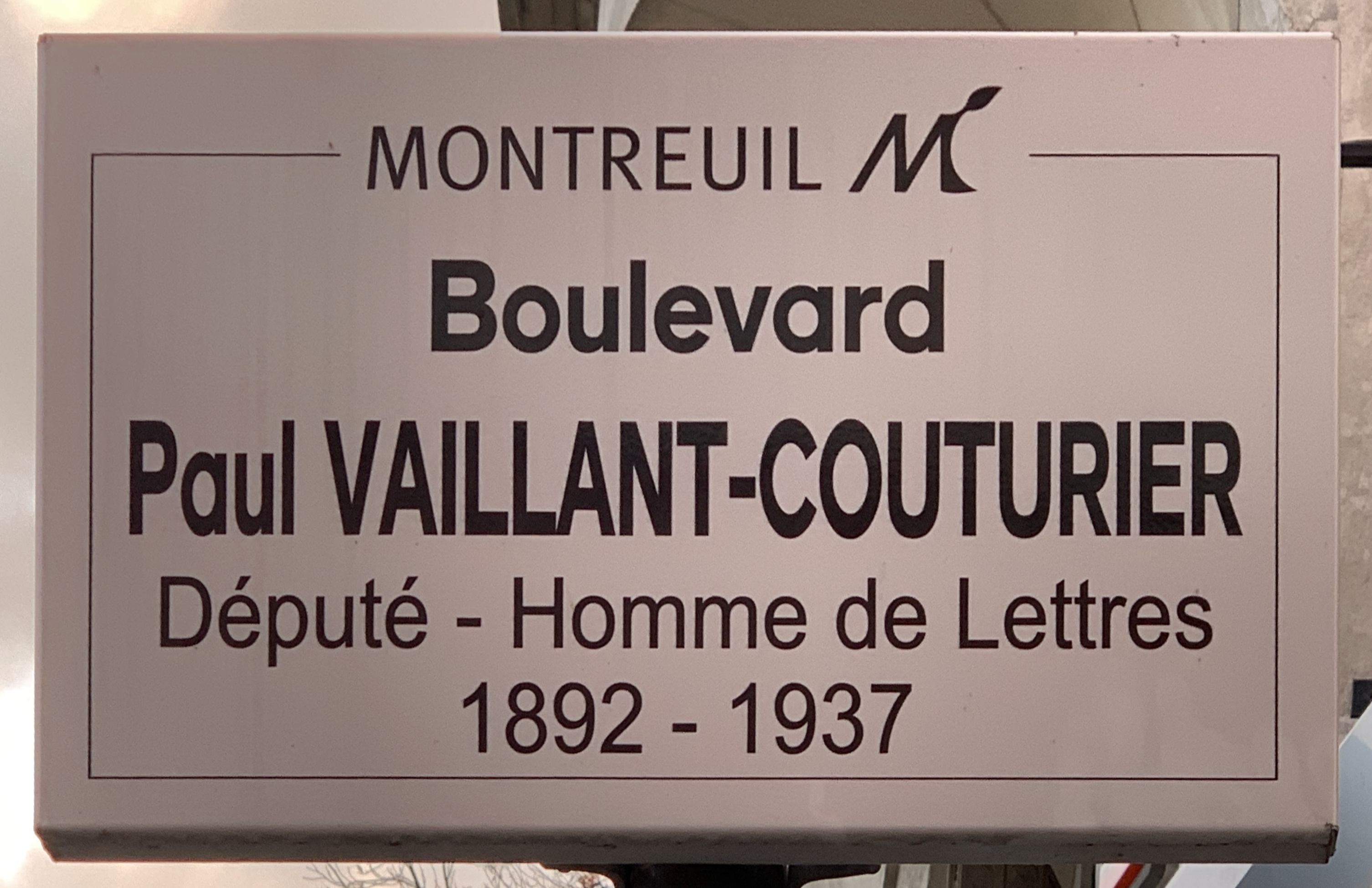
Plaque du boulevard.

Le nom de ce boulevard rend hommage à Paul Vaillant-Couturier, (1892-1937) écrivain, journaliste et homme politique français, cofondateur du Parti communiste français.

## Historique
Cet axe de communication s'appelait autrefois « boulevard de Belfort »,, rappelant le souvenir du siège de la ville de Belfort pendant la guerre de 1870.
Il a bénéficié, dans les années 1950 et 1960, de travaux visant à éliminer des bâtis insalubres.

## Bâtiments remarquables et lieux de mémoire
- Hôtel de Ville de Montreuil.